# Moira Shearer
Moira King, Lady Kennedy (Dunfermline, 17 de gener de 1926 − Oxford, 31 de gener de 2006) va ser una famosa ballarina i actriu escocesa.

## Inicis
El seu nom complet era Moira Shearer King, i va néixer a Dunfermline, Escòcia. El 1931 la seva família es va mudar a Ndola, Rhodèsia del Nord, on va rebre les seves primeres classes de dansa a les ordres d'un antic alumne d'Enrico Cecchetti. El 1936 va tornar al Regne Unit i va estudiar ball amb Flora Fairbairn a Londres uns mesos abans de ser acceptada com a alumna del professor rus Nicholas Legat. Després de tres anys amb Legat, va entrar a formar part de la Royal Ballet School. No obstant això, després de l'inici de la Segona Guerra Mundial, la família va haver de tornar a residir a Escòcia. Shearer va debutar com a ballarina amb l'International Ballet de Mico Inglesby el 1941, abans de formar part del Teatre Sadler's Wells el 1942.

## Carrera cinematogràfica
Es va fer internacionalment coneguda pel seu primer paper cinematogràfic, el de Victòria Page, al film dirigit per Michael Powell i Emeric Pressburger, Les sabatilles vermelles l'any 1948. El personatge i la pel·lícula van tenir tant èxit que, tot i que va protagonitzar altres cintes i treballar com ballarina molts anys, ella és coneguda principalment per aquest títol.
Shearer es va retirar del ballet el 1953, encara que va seguir actuant, interpretant a Titania en El somni d'una nit d'estiu al Festival d'Edimburg de 1954. Va tornar a treballar amb Powell en el controvertit film El fotògraf del pànic el 1960, que va danyar la pròpia carrera de Powell. Entre altres activitats, el 1972 va ser escollida per la BBC per presentar el Festival de la Cançó d'Eurovisió que es va dur a terme al Usher Hall d'Edimburg. A més, Shearer va escriure per al diari The Daily Telegraph i va donar conferències sobre ballet al llarg de tot el món.
El 1987 la coreògrafa Gillian Lynne va persuadir a Shearer per tornar al ballet interpretant a la mare de L. S. Lowry a A Simple Man, obra produïda per la BBC.

## Vida personal
El 1950 Moira Shearer es va casar amb Sir Ludovic Kennedy a la Capella Reial del palau de Hampton Court, a Londres. Van tenir un fill, Alastair, i tres filles, Ailsa, Rachel i Fiona. Moira va morir per causes naturals a l'Hospital Radcliffe Infirmary d'Oxford, Anglaterra, als 80 anys. Va ser enterrada al Cementiri de Durisdeer, a Escòcia.

## Filmografia
- Les sabatilles vermelles (1948)
- The Tales of Hoffmann (1951)
- The Story of Three Loves (1953)
- The Man Who Loved Redheads (1955)
- Peeping Tom (1960)
- Black Tights (1961)
- A Simple Man (1987) (TV)